# Sirocco (Papagei)

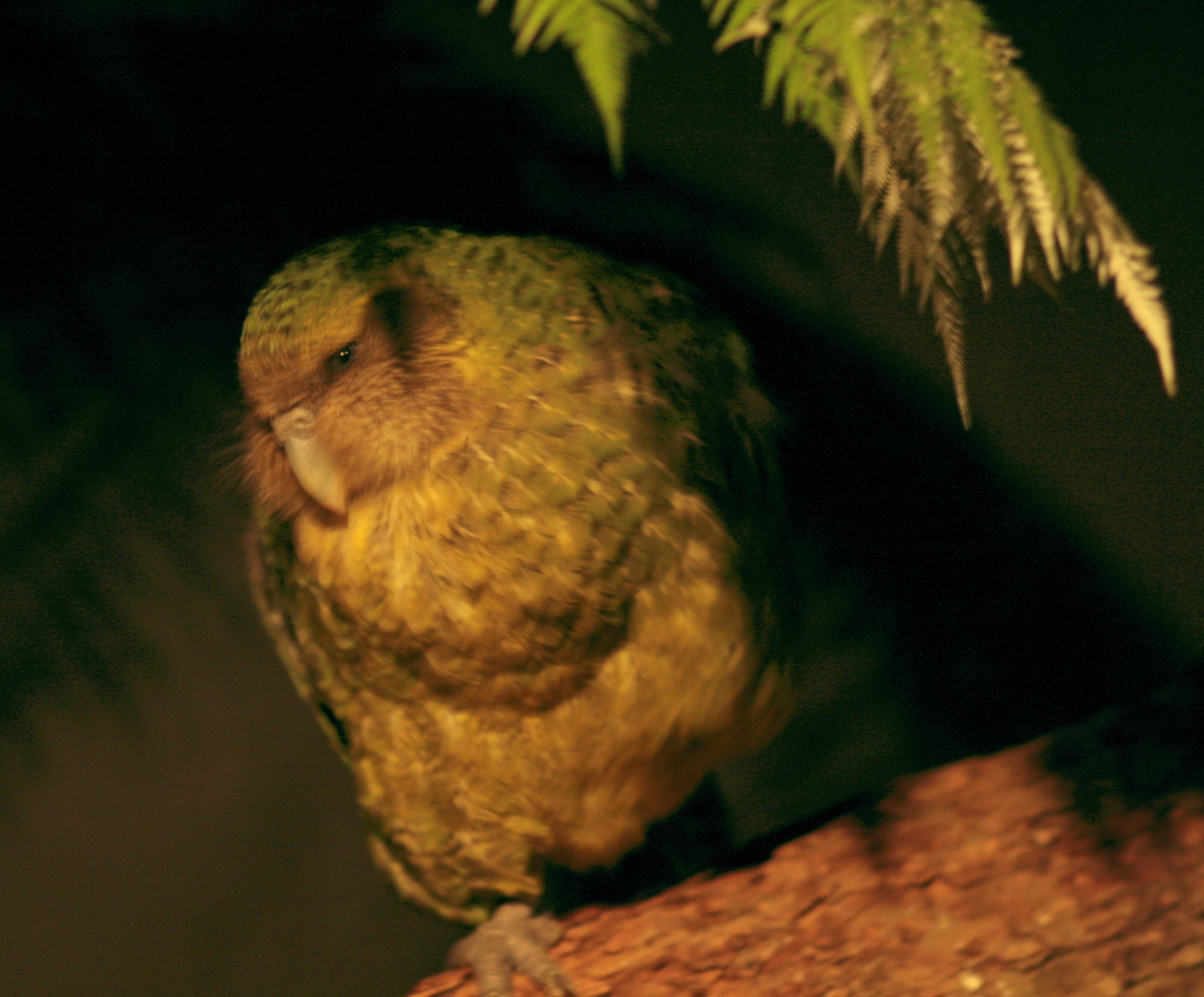
Sirocco (2009)

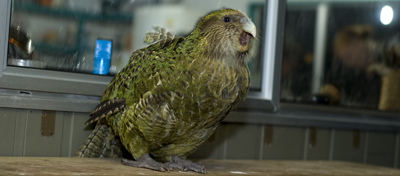
Sirocco (2008)

Sirocco (* 23. März 1997) ist ein Kakapo, ein flugunfähiger und nachtaktiver Papagei auf Neuseeland. Er ist einer der letzten seiner Art, deren Gesamtbestand 201 Exemplare (Stand: Dezember 2021) beträgt. Seit Februar 2016 war der Vogel unauffindbar, im Februar 2018 konnte er bei einer Suche aufgespürt werden.

## Leben
Sirocco schlüpfte am 23. März 1997 auf Codfish Island / Whenua Hou, einer kleinen Insel im Nordwesten von Stewart Island an der Südspitze Neuseelands. Im Alter von drei Wochen litt Sirocco an einer Atemwegserkrankung, die die Trennung von seiner Mutter Zephyr zur Folge hatte. Der Jungvogel wurde von Wildhütern des Department of Conservation per Hand aufgezogen.
Durch die Aufzucht von Menschenhand gewöhnte er sich in späteren Jahren nicht an seine Artgenossen. Diese Verhaltensauffälligkeit betrifft auch das „booming“, das Balzritual der Kakapos: Zwar ist das Balzverhalten vorhanden, aber Sirocco balzt nur in der Gegenwart von Menschen, nicht aber bei weiblichen Kakapos. Trotzdem ist seine Rolle als Sprachrohr für die Erhaltung der Kakapos äußerst wichtig.
Seit 2006 war Sirocco regelmäßig auf Ulva Island bei Kakapo-Treffen; im September 2009 war er im Auckland Zoo zu sehen und er ist seitdem in diversen Wildparks anzutreffen, darunter im Zelandia-Naturschutzgebiet und auf Maungatautari Ecological Island.
Nachdem Sirocco wegen eines defekten Senders seit Februar 2016 unauffindbar war, konnte er Anfang Februar 2018, nach zwei Jahren ohne Kontakt zu Menschen, bei einer Suche unversehrt aufgespürt werden.

## Mediale Aufmerksamkeit
Bekannt wurde das Tier vor allem durch die BBC-Fernsehserie Last Chance to See, die auf dem Buch Die Letzten ihrer Art des Zoologen Mark Carwardine und des Autors Douglas Adams basiert. Dort versuchte er sich vor laufender Kamera mit dem Zoologen zu verpaaren. Aufgrund der weltweiten Verbreitung der Sendung über Fernsehen und Internet stieg sowohl der internationale Bekanntheitsgrad der Kakapos als auch jener Siroccos an. 2010 verlieh der neuseeländische Premierminister John Key dem Vogel den Titel „Official Spokesbird for Conservation“ (dt. Offizieller Botschaftervogel für Artenschutz).